# Grand Prix Miami 2022
Grand Prix Miami 2022 (oficiálně Formula 1 Crypto.com Miami Grand Prix 2022) se jela na okruhu Miami International Autodrome v Miami Gardens na Floridě dne 8. května 2022. Závod byl pátým v pořadí v sezóně 2022 šampionátu Formule 1.

## Pneumatiky
Dodavatel pneumatik Pirelli pro tento závod dodá pneumatiky s označením C2, C3 a C4 (tvrdé, střední a měkké).

## Tréninky
Před kvalifikací se konaly konat tři volné tréninky, první dva v pátek 6. května ve 14:30 a 17:30 místního času, třetí trénink v sobotu 7. května ve 13:00. V prvním tréninku byl nejrychlejší Charles Leclerc, ve druhém George Russell a ve třetím Sergio Pérez.

## Kvalifikace
Kvalifikace začala v sobotu 7. května v 16:00 a trvala jednu hodinu. Pole position získal Leclerc na Ferrari.
| Poř.                       | No. | Jezdec           | Konstruktér                  | Časy v kvalifikaci | Časy v kvalifikaci | Časy v kvalifikaci | Pořadí na startu |
| Poř.                       | No. | Jezdec           | Konstruktér                  | Q1                 | Q2                 | Q3                 | Pořadí na startu |
| -------------------------- | --- | ---------------- | ---------------------------- | ------------------ | ------------------ | ------------------ | ---------------- |
| 1                          | 16  | Charles Leclerc  | Ferrari                      | 1:29.474           | 1:29.130           | 1:28.796           | 1                |
| 2                          | 55  | Carlos Sainz Jr. | Ferrari                      | 1:30.079           | 1:29.729           | 1:28.986           | 2                |
| 3                          | 1   | Max Verstappen   | Red Bull Racing-RBPT         | 1:29.836           | 1:29.202           | 1:28.991           | 3                |
| 4                          | 11  | Sergio Pérez     | Red Bull Racing-RBPT         | 1:30.055           | 1:29.673           | 1:29.036           | 4                |
| 5                          | 77  | Valtteri Bottas  | Alfa Romeo-Ferrari           | 1:30.845           | 1:29.751           | 1:29.475           | 5                |
| 6                          | 44  | Lewis Hamilton   | Mercedes                     | 1:30.388           | 1:29.797           | 1:29.625           | 6                |
| 7                          | 10  | Pierre Gasly     | AlphaTauri-RBPT              | 1:30.779           | 1:30.128           | 1:29.690           | 7                |
| 8                          | 4   | Lando Norris     | McLaren-Mercedes             | 1:30.761           | 1:29.634           | 1:29.750           | 8                |
| 9                          | 22  | Júki Cunoda      | AlphaTauri-RBPT              | 1:30.485           | 1:30.031           | 1:29.932           | 9                |
| 10                         | 18  | Lance Stroll     | Aston Martin Aramco-Mercedes | 1:30.441           | 1:29.996           | 1:30.676           | 10               |
| 11                         | 14  | Fernando Alonso  | Alpine-Renault               | 1:30.407           | 1:30.160           |                    | 11               |
| 12                         | 63  | George Russell   | Mercedes                     | 1:30.490           | 1:30.173           |                    | 12               |
| 13                         | 5   | Sebastian Vettel | Aston Martin Aramco-Mercedes | 1:30.677           | 1:30.214           |                    | 13               |
| 14                         | 3   | Daniel Ricciardo | McLaren-Mercedes             | 1:30.583           | 1:30.310           |                    | 14               |
| 15                         | 47  | Mick Schumacher  | Haas-Ferrari                 | 1:30.645           | 1:30.423           |                    | 15               |
| 16                         | 20  | Kevin Magnussen  | Haas-Ferrari                 | 1:30.975           |                    |                    | 16               |
| 17                         | 24  | Čou Kuan-jü      | Alfa Romeo-Ferrari           | 1:31.020           |                    |                    | 17               |
| 18                         | 23  | Alexander Albon  | Williams-Mercedes            | 1:31.266           |                    |                    | 18               |
| 19                         | 6   | Nicholas Latifi  | Williams-Mercedes            | 1:31.325           |                    |                    | 19               |
| 107% času vítěze: 1:35.737 |     |                  |                              |                    |                    |                    |                  |
| —                          | 31  | Esteban Ocon     | Alpine-Renault               | Bez času           |                    |                    | 20               |
| Zdroj:                     |     |                  |                              |                    |                    |                    |                  |

Poznámky
1. ↑  Esteban Ocon kvůli kolizi ve třetím tréninku nenastoupil do kvalifikace, tudíž nezaznamenal čas, kterým by se kvalifikoval ve 107 % času vítěze. Start mu byl povolen sportovními komisaři.

## Závod
Závod začal v neděli 8. května v 15:30 a trval 57 kol. Závod byl jednou přerušen safety carem a to kvůli kolizi Norrise a Gaslyho ve 39. kole, Norris odstoupil hned po kolizi, a Gasly na následky kolize o šest kol později. Závod vyhrál Max Verstappen na Red Bullu, druhý dojel Leclerc na Ferrari a třetí Sainz Jr.
| Poř.                                                                            | No. | Jezdec           | Konstruktér                  | Počet kol | Čas/Odstoupení | Pořadí na startu | Body |
| ------------------------------------------------------------------------------- | --- | ---------------- | ---------------------------- | --------- | -------------- | ---------------- | ---- |
| 1                                                                               | 1   | Max Verstappen   | Red Bull Racing-RBPT         | 57        | 1:34:24.258    | 3                | 26   |
| 2                                                                               | 16  | Charles Leclerc  | Ferrari                      | 57        | +3.786         | 1                | 18   |
| 3                                                                               | 55  | Carlos Sainz Jr. | Ferrari                      | 57        | +8.229         | 2                | 15   |
| 4                                                                               | 11  | Sergio Pérez     | Red Bull Racing-RBPT         | 57        | +10.638        | 4                | 12   |
| 5                                                                               | 63  | George Russell   | Mercedes                     | 57        | +18.582        | 12               | 10   |
| 6                                                                               | 44  | Lewis Hamilton   | Mercedes                     | 57        | +21.368        | 6                | 8    |
| 7                                                                               | 77  | Valtteri Bottas  | Alfa Romeo-Ferrari           | 57        | +25.073        | 5                | 6    |
| 8                                                                               | 31  | Esteban Ocon     | Alpine-Renault               | 57        | +28.386        | 20               | 4    |
| 9                                                                               | 23  | Alexander Albon  | Williams-Mercedes            | 57        | +32.365        | 18               | 2    |
| 10                                                                              | 18  | Lance Stroll     | Aston Martin Aramco-Mercedes | 57        | +37.026        | Boxová ulička    | 1    |
| 11                                                                              | 14  | Fernando Alonso  | Alpine-Renault               | 57        | +37.128        | 11               |      |
| 12                                                                              | 22  | Júki Cunoda      | AlphaTauri-RBPT              | 57        | +40.146        | 9                |      |
| 13                                                                              | 3   | Daniel Ricciardo | McLaren-Mercedes             | 57        | +40.902        | 14               |      |
| 14                                                                              | 6   | Nicholas Latifi  | Williams-Mercedes            | 57        | +49.936        | 19               |      |
| 15                                                                              | 47  | Mick Schumacher  | Haas-Ferrari                 | 57        | +1:13.305      | 15               |      |
| 16                                                                              | 20  | Kevin Magnussen  | Haas-Ferrari                 | 56        | Přední křídlo  | 16               |      |
| 17                                                                              | 5   | Sebastian Vettel | Aston Martin Aramco-Mercedes | 54        | Kolize         | Boxová ulička    |      |
| Ret                                                                             | 10  | Pierre Gasly     | AlphaTauri-RBPT              | 45        | Zavěšení       | 7                |      |
| Ret                                                                             | 4   | Lando Norris     | McLaren-Mercedes             | 39        | Kolize         | 8                |      |
| Ret                                                                             | 24  | Čou Kuan-jü      | Alfa Romeo-Ferrari           | 6         | Únik vody      | 17               |      |
| Nejrychlejší kolo: Max Verstappen (Red Bull Racing-RBPT) – 1:31.361 (v kole 54) |     |                  |                              |           |                |                  |      |
| Zdroj:                                                                          |     |                  |                              |           |                |                  |      |